# الشيخ داود (فلسطين)
الشيخ داوود قرية من قرى الجليل الأعلى شمال فلسطين تبعد 9 كلم شمال مدينة عكا بانحراف بسيط نحو الشرق. وتقع على تل صخري يترفع 100 متر عن سطح البحر. وتعود تسمية القرية إلى اسم قائد عربي استشهد أثناء الحروب الصليبية ودفن فيها وضريحه ما زال قائماً حنى يومنا هذا.
امتدت بيوتها شرقاً غرباً وتتكون من حارتين تفصل بينهما الطريق الرئيسية المؤدية إلى قرية الشيخ دنون (تعد الشيخ دنون جزءً من الشيخ داوود لقرب المسافة بينهما إلى حد التلاصق تقريباً).
تضم الحارة الغربية 20 بيتاً ومعصرة الزيتون. بيوتها متباعدة عن بعضها نوعاً ما عكس الحارة الشرقية والتي تضم 57 بيتاً متراصاً ومقام الشيخ داوود. ولكن على وجه العموم فإن بيوت القرية كانت منتشرة على مساحة كبيرة وغابت عنها مظاهر الاكتظاظ.
بلغ في العام 1922 عدد سكان القرية 193 نسمة، وفي العام 1931 كانوا 155 مقسمين 82 ذكراً و73 انثى، أما آخر إحصاء في العام 1945 فقد أصبحوا 550 نسمة.

## قصة قرية
يعود تاريخ قرية الشيخ داوود إلى عصر صلاح الدين الأيوبي ومعاركه ضد الصليبيين في المنطقة. ويـُذكر أن بعضًا من جنوده
استشهدوا في منطقة القرية، أحدهم يدعى – داوود، والآخر يدعى – دانون. دُفن الأول، داوود، على تلة، أما الآخر، دانون، فقد دُفن
على سفح تلة أخرى في الجهة الجنوبية الغربية. ومنذ ذلك الحين، بدأ تجمع بعض السكان للإقامة والسكن على التلة التي دفن عليها
الشيخ داوود. وعلى مدار الزمن، تأسست قرية سميت وعرفت على مدار السنوات بقرية الشيخ داوود، كما أقيم على قبر الشهيد مقام
استعمل ما حوله مقبرة لأموات المقيمين حوله. بعد قيام دولة إسرائيل عام 1948، نزح العديد من سكان قرية الشيخ داوود ثم عاد
قسم ضئيل من سكانها إلى مكانهم وواصلوا السكن حول مقام الشيخ داوود.
ولم يُعترف بالقرية كقرية رسمية حتى العام 1978، إلا أن السلطات أصرّت على تسميتها رسميًا بقرية «الشيخ دانون» بتعديل بعض 
حروف الاسم «دنون»، ومن ثم تم تحديد مُسَطـَّح بناء للقرية ليشمل منطقة مقام الشيخ دنون الذي دُفن على سفح التلة واستخدم مقامه
كمسجد لأداء الصلوات إلى يومنا هذا.
أمـّا ما يخص المنطقة الشمالية الغربية من المنطقة والتي تم بناء محطة توليد كهرباء فيها ومقبرة إلى جانبها، فقد استخدمت لدفن موتى
«نتيف هَشـَياراه» الواقعة غربي القرية وذلك بين السنوات 1950-1960. واستمر سكان «نتيف هَشـَياراه» في دفن موتاهم في هذا
المقر رغم كونه تابعـًا إلى مُسَطـَّح قرية الشيخ دنون، حتى العام 1970. ومنذ ذلك الحين، توقفت عملية الدفن، وهناك نوايا لتخطيط
استراتيجي لنقل المدفونين إلى مقر آخر، إلا أن الأمر لم ينفذ إلى يومنا هذا.
في السبعينيات، بادرت السلطات إلى محو آثار كانت خاصة بمنطقة الشيخ داوود، ومن ضمنها قلعة عُرفـَت باسم «البيك» والتي
كانت مقرًا لحكام المنطقة على مدار سنين وكان فيها مشنقة لتنفيذ أحكام الإعدام في العصرَيْن، التركي والإنجليزي.مع السماح
لبعض النازحين بالعودة إلى القرية، بدأ نازحون آخرون في التوافد من قرى من منطقة الجليل الغربي، وخاصة العديد من السكان
الاصليين من قرى «الغابسية»، «الفرج» و«عمقا», إلى القرية. كما شهدت القرية نزوح آخر في عهد دولة إسرائيل بين السنوات
1975-1965، بعد امتناع الدولة عن الاعتراف بالقرية كقرية رسمية، وبعد تدهور أوضاعها وافتقارها إلى مُسَطـَّح بناء وشوارع
وخدمات كالمياه والكهرباء، الأمر الذي صعَّب معيشة سكانها، فأرغموا على الهجرة إلى قرية أبو سنان، مما أدى إلى تدني عدد
سكانها بنسبة تزيد على 30%.
لكن، وبعد اعتراف الدولة بالقرية عام 1978، شهدت القرية هجرة إيجابية من قرى مجاورة خاصةً من سكان قرية المزرعة مما أدى
إلى ازدياد عدد سكانها حتى بلغ ما يقارب الـ 2500 نسمة يتوزعون على ما يقارب الـ 500 بيت. اعتاش سكان القرية على مدار
السنوات الماضية على الزراعة وخاصة زراعة التبغ، ومن ثم تحول قسم منهم إلى أعمال حرة خاصة أعمال البناء. ومع مرور
الوقت، بدأ الاهتمام في الثقافة والدراسة حتى وصلت إلى المستوى الذي هي عليه الآن. ومنذ الاعتراف بها، تتبع قرية الشيخ دنون
إلى مجلس إقليمي سُمِّي في حينه مجلس «جعتون» ومع مرور الزمن، تحول إلى مجلس «ماطي أشير». ومن الجدير بالذكر أن القرية
وصلت خلال الأعوام الأخيرة إلى مستوى عال ٍ وتتوفر فيها كافة المرافق والخدمات المطلوبة للعيش الكريم لسكان القرية مثل:
الطرقات، المرافق التعليمية، المرافق الصحية والمرافق الدينية

## مقام الشيخ داوود
بني هذا المقام تخليداً لأحد القادة العرب والذي استشهد في الحروب الصليبية. ويحوي هذا المقام ضريح الشيخ داوود ويقع في الحارة الشرقية ويبلغ طوله 8 أمتار وعرضه 5 أمتار، وله قبتان واحدة كبيرة والأخرى صغيرة، ومدخله في حائطه الغربي.

## أعلام الشيخ داوود
- الشيخ داوود / قائد عربي في الحروب الصليبية والتي سميت القرية على اسمه
- الشيخ دانون / قائد عربي في الحروب الصليبية يقال أنه أخ الشيخ داوود أو ابن أخيه والبعض يسمي الحارة المدفون فيها قرية الشيخ دانون 
بأنها قرية مستقلة ولكن هي قرية واحدة متصلة جغرافياً وجميع العائلات موزعة السكن بين الحارتين مما يعني أنهما حارتان في قرية واحدة.
- سلطان أبو العينين / منظمة التحرير الفلسطينية
- أبو طعان / مسؤول الكفاح المسلح في لبنان
- عماد البيتم / مخرج
```
- 
نزار القاسم
 / مقدم برنامج *سؤال مع أشد* في مخيم نهر البارد
```